# Phaonia brevipalpata
Phaonia brevipalpata är en tvåvingeart som beskrevs av Fang och Fan 1988. Phaonia brevipalpata ingår i släktet Phaonia och familjen husflugor. Inga underarter finns listade i Catalogue of Life.